# Mehran Behnamfar
Mehran Behnamfar est un karatéka iranien connu pour avoir remporté la médaille d'or en kumite individuel masculin plus de 75 kg aux Jeux asiatiques de 2002 ainsi que deux médailles de bronze dans deux autres catégories kumite aux championnats du monde de karaté 2000 et 2004.

## Résultats
| Résultat | Date          | Épreuve                   | Catégorie | Compétition                | Ville hôte                              |
| -------- | ------------- | ------------------------- | --------- | -------------------------- | --------------------------------------- |
| [ 1 ]    | Octobre 2000  | Kumite individuel + 80 kg | Seniors   | Championnats du monde 2000 | Munich, en Allemagne                    |
| [ 2 ]    | 2002          | Kumite individuel + 75 kg | Seniors   | Jeux asiatiques 2002       | Pusan, en Corée du Sud                  |
| [ 3 ]    | Novembre 2004 | Kumite individuel open    | Seniors   | Championnats du monde 2004 | Monterrey, au Mexique                   |
| [ 4 ]    | Mai 2005      | Kumite individuel + 80 kg | Seniors   | Championnats d'Asie 2005   | Macao, en République populaire de Chine |